# Avatára

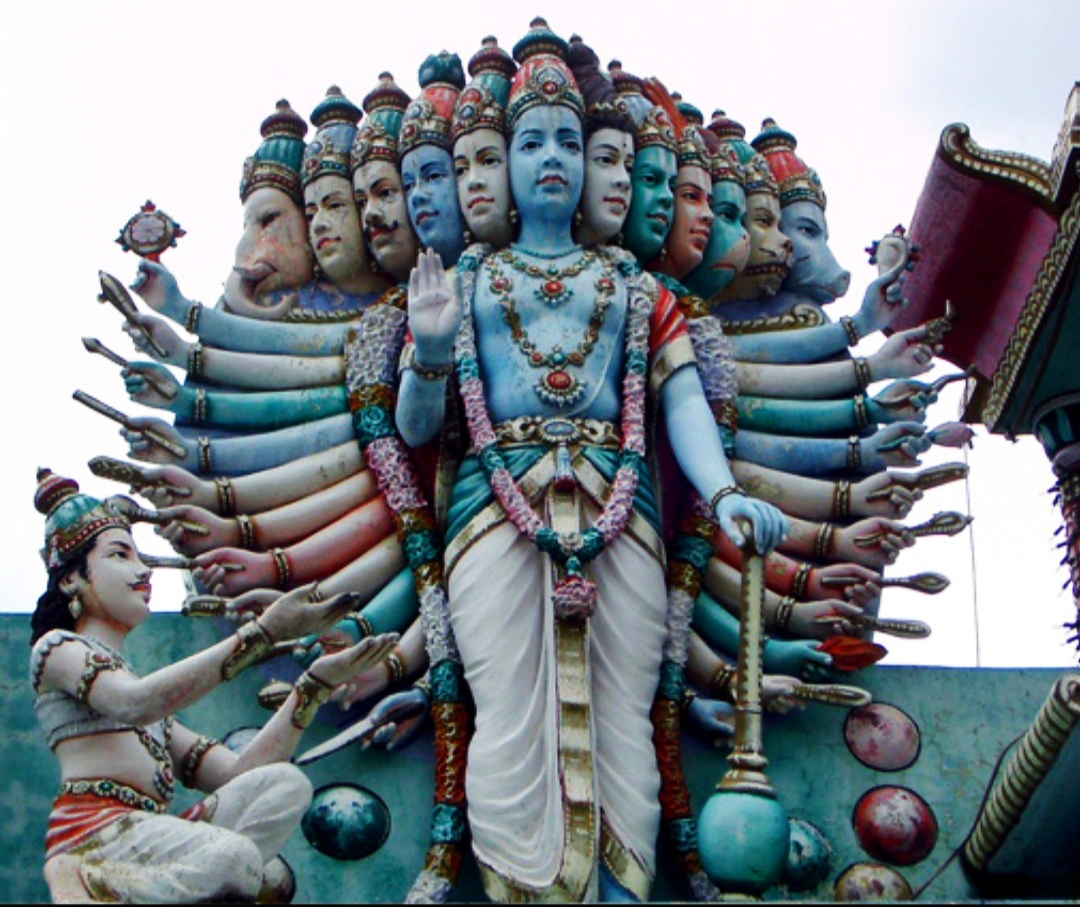
Krisna, Visnu avatárája

Az avatár vagy avatára (szanszkrit: अवतार, IAST: avatāra = „alászállás”,) a hinduizmusban az isten alászállása és halandó lényben (akár állatban) való megtestesülése a földön, a világ megmentése, a törvények helyreállítása vagy híveinek megoltalmazása céljából. Eközben részben megőrzi isteni természetét, részben földi természete lesz. Ahogy Visnu egyre feljebb került a hindu panteonban, úgy az ő avatárái váltak a legfontosabbakká.

## Visnu tíz legfőbb avatárája (dasavatára)
A dasavatara szó jelenti Visnu tíz meghatározott „nagy alászállásá”t – Maha Avatara (dasa szanszkrit nyelven 'tíz'):
Visnu legfőbb avatárái a hinduk hite szerint a következők:
| Név        | Leírás | Kép | Hivatkozás |
| ---------- | --- | --- | ---------- |
| Matszja    | Félig ember, félig hal. A hinduizmus mitikus alakja, Visnu isten első megtestesülése, avatárája. Ő az aki megmentette a világot elárasztó özönvíztől.                                                                               |     | [ 2 ]      |
| Kurma      | A teknősbéka, Visnu női avatára. A hinduizmus mitikus alakja, Visnu isten második megtestesülése. |     | [ 3 ]      |
| Varáha     | Varáha a vadkan a hindu mitológia szerint az emberiség aranykorában, a Szatja-jugában jelent meg, hogy a Földet visszahozza az alvilág mocsarából.                                                                                  |     | [ 4 ]      |
| Naraszimha | Naraszimha az ember-oroszlán, a hinduizmus mitikus alakja, Visnu isten negyedik megtestesülése, avatárája. A hindu mitológia szerint az emberiség aranykorában, a Szatja-jugában jelent meg és Hiranjakasipu démont ölte meg.       |     | [ 5 ]      |
| Vámana     | A hinduizmus mitikus alakja, a törpe Vámana Visnu isten ötödik megtestesülése, avatárája. A hindu mitológia szerint az emberiség ezüstkorszakában, az áldozatok korában, a Tréta-jugában jelent meg és Bali démont leckéztette meg. |     | [ 6 ]      |
| Parasuráma | Parasuráma, az erdei vándor Visnu 6. megtestesülése. |     | [ 7 ]      |
| Ráma       | Visnu hetedik avatárja. Tetteit a Rámájana foglalja össze. |     | [ 8 ]      |
| Krisna     | Visnu 8. avatárja. Tetteit a Mahábhárata és a Bhagavad Gita említi. |     | [ 9 ]      |
| Buddha     | A buddhizmus központi alakja. |     |            |
| Kalki      | Visnu végső megtestesülése a hindu mitológiában, a négy egymást követő korszak (Szatja-juga, Tréta-juga, Dvápara-juga, Kali-juga) végén, a Kali-juga lezárásánál jelenik meg.                                                       |     | [ 6 ]      |

Egyes hindu írások nem kevesebb mint 23 avatárát említenek.

## Egyéb avatárák

### Visnu többi avatárája
- Balaráma, Krisna bátyja. Visnu avatárájának is mondják, de a sesa kígyóénak is, amelyen Visnu pihen.[1]

### Siva avatárái
Siva istennek 28 avatárája ismert – főleg aszkéta és jógamester alakjában –, fontosak, de nem tettek szert olyan jelentőségre, mint Visnuéi.

## Az avatárák típusai
Kétféle avatára létezik, elsődleges és másodlagos avatára, attól függően, hogy Visnu maga „száll alá” egy személyben vagy csak felruházza azt saját isteni képességeivel.
A másodlagos avatárákat a hinduk nem imádják, csak a közvetlen, elsődleges avatárákat. Gyakorlatban ma azonban ezek közül is csak Naraszimha, Ráma és Krisna részesül tiszteletben. Összességében azonban a hinduk szerint nincs különbség aközött, hogy Visnut vagy az avatáráit imádják, hisz végül mindkét út őhozzá vezet.

## Szimbolizmus
Sokan vallják, hogy a tíz avatára az élet és az emberiség fejlődését testesíti meg. Matszja, a hal a vízi életet; Kurma, a teknős a kétéltűséget; a harmadik állat, Varáha, a vadkan a szárazföldi életet; Naraszimha, az ember-oroszlán az ember és az állat közti átmenetet; Vámana, a törpe a tökéletlen embert; Parasuráma, az erdei vándor az ember kezdeti életmódját; Ráma király az uralkodói, Krisna a művészi és tudományos képességeket; Buddha, a Megvilágosult pedig az ember lelki érettségét.